# Damián Pizarro
Damián Nicolás Pizarro Huenuqueo (* 28. März 2005 in Santiago de Chile) ist ein chilenischer Fußballspieler. Der Stürmer steht aktuell bei Udinese Calcio in der italienischen Serie A unter Vertrag und spielt in der chilenischen Fußballnationalmannschaft.

## Karriere

### Im Verein
Pizarro begann in seiner Heimatstadt Santiago de Chile mit dem Fußballspielen. Er spielte zunächst in der Jugendakademie von Universidad de Chile, ehe er in die U-15 vom CSD Colo-Colo wechselte. Dort durchlief er alle weiteren Nachwuchsmannschaften. Im Oktober 2021 debütierte er bei der 0:2-Niederlage gegen Audax Italiano für Colo-Colo. Dazu kam es, da sich ein Großteil des eigentlichen Kaders der ersten Mannschaft aufgrund eines Verdachts auf COVID-19 in Quarantäne befunden hatte. In der Saison 2022 wurde er allerdings nicht mehr berücksichtigt. In der Saison 2023 spielte sich Pizarro zurück in den Kader. Nachdem er in seinem zweiten Ligaspiel, einer 1:3-Niederlage gegen Deportes Copiapó, sein erstes Profitor erzielt hatte, spielte er sich, auch aufgrund einer Verletzung von Leandro Benegas, in der Folge fest in den Kader von Trainer Gustavo Quinteros. In den folgenden Spielen gehörte er fest zur Stammformation als Sturmspitze bei Colo-Colo. Auch in der Saison 2024 blieb er Stammspieler im Angriff von Colo-Colo und konnte in 13 Partien fünf Tore in der Liga erzielen. Daneben kam er in der Copa Libertadores zum Einsatz.
Im Juli 2024 wechselte Pizarro zu Udinese Calcio in die italienische Serie A. Dort unterschrieb er einen Vertrag bis 2029.

### In der Nationalmannschaft
Im Oktober 2023 wurde Pizarro in den Kader der chilenischen U-23-Nationalmannschaft für die anstehenden Panamerikanischen Spiele in Santiago de Chile berufen. Dabei war er Stammspieler und kam in allen Partien zum Einsatz. Im Finale wurde die chilenische Mannschaft von Brasilien geschlagen, somit gewann sie die Silbermedaille.
Im November 2023 debütierte Pizarro unter Eduardo Berizzo in der A-Nationalmannschaft. So stand er beim 0:0-Unentschieden gegen Paraguay im Rahmen der Qualifikation für die WM 2026 in der Startformation. In der Folge stand er wieder zumeist im Kader der U-23.

## Erfolge
Colo-Colo
- Chilenischer Meister: 2022
- Copa Chile: 2023

Nationalmannschaft
- Silbermedaille bei den Panamerikanischen Spielen: 2023